# Битва під Уакі
Битва під Уакі (ісп. Batalla de Huaqui або Batalla de Guaqui) — битва між революційними військами Першої хунти (Буенос-Айрес) та королівськими військами віце-королівства Перу на території між Верхнім Перу (нині Болівія) та віце-королівством Перу, яка відбулась 20 червня 1811 року.

## Передумови
Армія під командуванням Хуана Хосе Кастеллі та Антоніо Гонсалесом Балькарсе вперше зустрілись із королівськими силами генерала Хосе Мануеля де Гоєнече у жовтні 1810 року. Королівська армія не нав'язувала бій і відступила на південь з метою відновлення сил після битви під Сипайєю.
Армія Першої хунти успішно пересувалась територією на північ від Верхнього Перу, доки 20 червня 1811 року знову не зустрілась із королівськими силами неподалік від річки Десагуадеро, де й відбулась битва.

## Перебіг битви
Революційні війська зосередились поблизу селища Уакі. Іспанці розділили свої сили та здійснили напад на окремі загони революційних сил. Ці атаки змусили революціонерів відступати. Їм вдалось вийти з селища з 15 артилерійськими батареями та зайняти сильну позицію на шляху з Уакі до невеличкого озера, розташованого поблизу.
Втім Гоєнече наказав знову розділити сили: його воєначальники зі своїми загонами завдали ударів правим флангом й у фронт, сам генерал зайшов зліва.
Аргентинська кавалерія намагалась дати відсіч, але сили були нерівними. Після цього Гоєнече захопив селище.
Битва завершилась нищівною поразкою аргентинців, було втрачено (вбитими, пораненими й полоненими) понад тисячу осіб та більшу частину артилерії.